# شرکانلو
شرکانلو یک روستا در ایران است که در دهستان سیوکانلو واقع شده‌است. خاندان حسن زاده بزرگترین طایفه این روستا است  که معروف ترین ایل در منطقه سیوکانلو است و بی شک با رهبری و نبوغ خود این روستا را اباد کرده اند  شرکانلو ۱۴۰ نفر جمعیت دارد.